# Texas Heeler
El Texas Heeler es un perro pastor mestizo encontrado principalmente en Texas. Es una cruza entre el Pastor Ganadero Australiano y el Pastor ovejero australiano, pero también puede resultar de la cruza del Pastor Ganadero Australiano y el Border Collie. Son criados principalmente por su habilidad de trabajar con el ganado. Utilizado comúnmente en ranchos en el pasado, actualmente está siendo utilizado en deportes para perros como agilidad, frisbee y obediencia en rally.

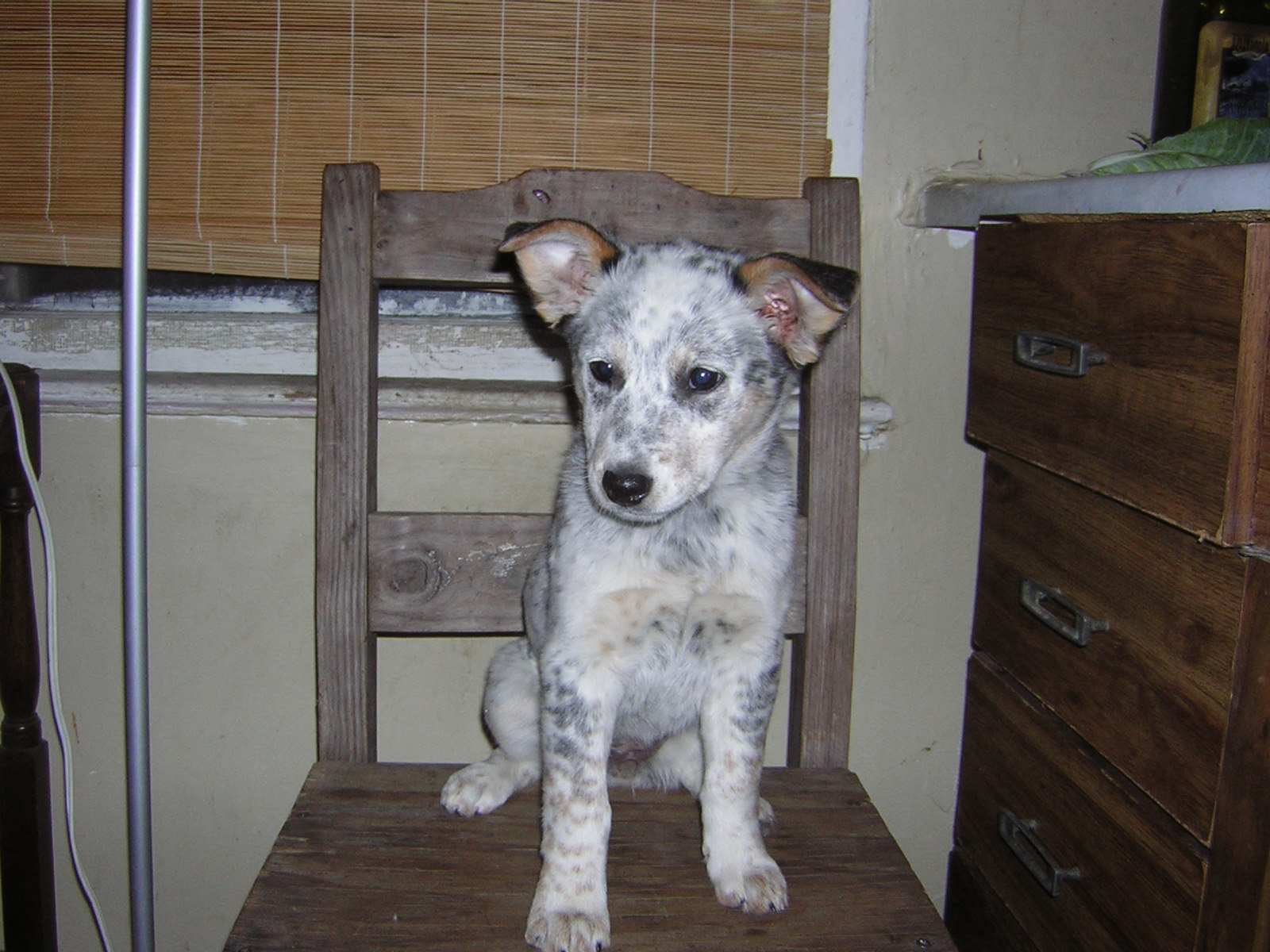
Perro macho

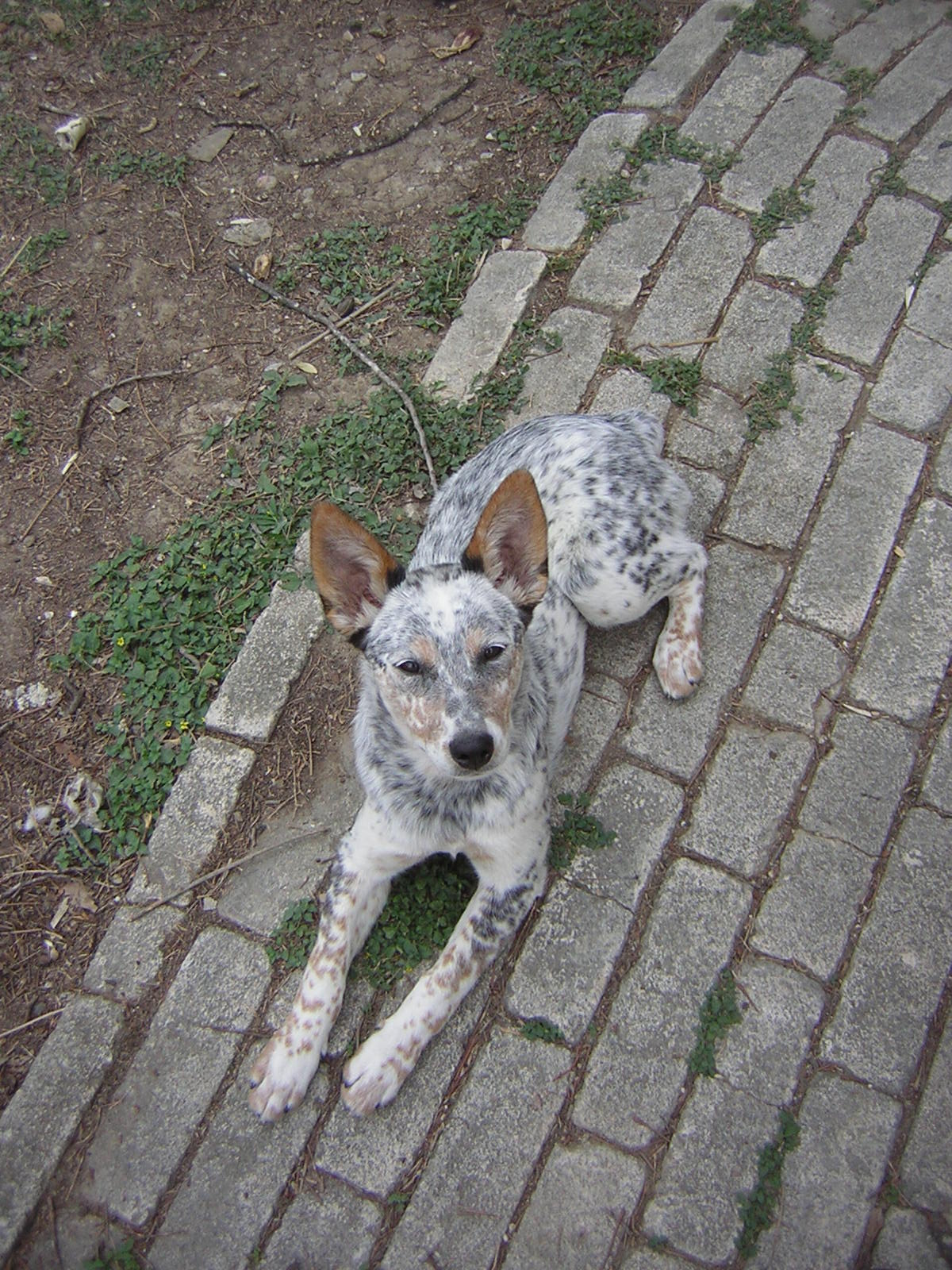
Cachorro de 5 meses

## Apariencia
El Texas Heeler es un perro de tamaño medio que pesa generalmente entre 25-50 libras (11-23 kg). Sus capas de pelo pueden variar en textura desde corto y liso hasta pelo largo mediano, y su color puede incluir negro, azul mirlo o azul marcado con blanco y/o canela. Usualmente tiene capas lisas o medianas de pelo (1 a 3 pulgadas). El Texas Heeler es generalmente de orejas erectas, pero también puede tener las orejas caídas o dobladas. Suele estar entre 17-22 pulgadas (43-61 cm) de altura, muchos tienen colas cortas, pero también puede ser de cola larga.